# Jawerlandia
Jawerlandia (Yaverlandia) – rodzaj wczesnokredowego teropoda, którego szczątki złożone z niekompletnej czaszki odnalazł F. M. G. Abell w osadach formacji Wessex (wyspa Wight, Wielka Brytania). Pochodzą one z barremu, dokładniej ich wiek szacuje się na 127-121 mln lat. Początkowo jawerlandię uznano za przedstawiciela rodziny Pachycephalosauridae, jednak hipoteza ta była kwestionowana przez Roberta Sullivana od 2000 roku. Późniejsze badania prowadzone przez Darrenna Naisha i Davida Martilla wykazały, że ten dinozaur jest w rzeczywistości teropodem, być może maniraptorem. Znaleziony fragment kości czołowej ma ok. 45 mm. Mimo że skamieliny jawerlandii zostały opisane przez Watsona w 1930, a Swinton wspomniał o tych szczątkach w 1936, rodzaj Yaverlandia został nazwany dopiero w 1971 przez Petera Galtona. Jeden z preparatorów skamielin w Museum of Isle of Wight Geology uznał jawerlandię za ankylozaura, ale holotyp nie posiada cech, na podstawie których można by było potwierdzić tę teorię. Inne dinozaury znane z formacji Wessex to m.in.: kompsognatyd Aristosuchus, tyranozauroid Eotyrannus, niepewny zauropod Eucamerotus, nodozaur Hylaeosaurus, allozauroid Neovenator.